# Kaliumcarbonaat
Kaliumcarbonaat is een anorganische verbinding van kalium, met als brutoformule K2CO3. De zuivere stof komt voor als een wit poeder, dat oplosbaar is in water en daarbij een basische oplossing vormt.

## Synthese
Kaliumcarbonaat werd in 1742 gezuiverd en beschreven door Antonio Campanella. De stof kan verkregen worden uit een reactie van kaliumhydroxide met koolstofdioxide:
{\displaystyle {\ce {2KOH + CO2 -> K2CO3 + H2O}}}

## Toepassingen
Kaliumcarbonaat wordt gebruikt bij de productie van glas. Verder wordt het als voedingsadditief gebruikt onder de naam E501. Het is een onderdeel van bakpoeder: het zorgt ervoor dat het deeg rijst. 
Kaliumcarbonaat is ook het belangrijkste bestanddeel van potas.